# Kastraki (Lokris)
Kastraki (altgriechisch Καστράκι = kleine Burg) oder Kokkinovrachos (altgriechisch Κοκκινόβραχος, roter Felsen) ist ein Berg etwa 1,5 Kilometer südwestlich von Kyparissi in Lokri in Mittelgriechenland.
Auf dem etwa 280 Meter hohen Berg sind bis zu drei Meter dicke polygonale Mauern, die aus dem vierten oder dritten Jahrhundert v. Chr. stammen, einer antiken Festung bis zu zwei Meter hoch erhalten. Es konnten zwei Tore festgestellt werden. William Abbott Oldfather, der nachweisen wollte, ob es sich bei den Ruinen um das antike Opus handelt, führte im Jahr 1911 im Auftrag der American School of Classical Studies at Athens zusammen mit Carl Blegen archäologische Grabungen durch. Am nördlichen Abhang fanden sich die Fundamente eines dorischen Tempels aus dem fünften Jahrhundert v. Chr. und Reste von Häusern aus klassischer und römischer Zeit.
In der Ebene nördlich des Hügels fanden Hope Simpson and Lazenby Scherben aus der spätmykenischen (SH III B-C), protogeometrischen, geometrischen und archaischen Zeit. Hier befand sich vermutlich die Unterstadt zur Akropolis auf dem Kastraki.
In den 1980er Jahren führte die 14. Ephorie für Prähistorische und Klassische Altertümer unter Leitung der Archäologin Fanouria Dakoronia erneut Grabungen durch. Sie entdeckte Fundamente einer 25 Meter langen dorischen Säulenhalle aus dem sechsten Jahrhundert v. Chr. Die jüngsten aufgefundenen Tonscherben datieren um 540 v. Chr. Hieraus wurde geschlossen, dass die Säulenhalle vor 500 v. Chr. einem Erdbeben zum Opfer fiel und danach nicht mehr aufgebaut wurde. Die Säulenhalle gehörte möglicherweise zu einem Tempel der Eukleia. Aus dem Mittelalter stammen die Fundamentreste eines fränkischen Turmes.
Um welche Stadt es sich bei den Ruinen handelt, ist bisher nicht zufriedenstellend geklärt. Als antikes Opus wird heute die Stadt Atalanti identifiziert. Es gibt jedoch Archäologen, die vermuten, dass Opus zunächst auf dem Kastraki lag und erst in späterer Zeit nach Atalanti verlegt wurde. Oldfather nahm an, dass hier Oion lag, das man heute jedoch weiter westlich lokalisiert. Andere vermuten, dass es sich um den Ort Anastasis handelt, der nur durch den Grammatiker Hierokles überliefert ist.